# Дніпроберегова вулиця
Дніпро́берегова́ ву́лиця — зникла вулиця, що існувала в Дарницькому районі міста Києва, місцевість Осокорки. Пролягала від Зарічної до Іжевської вулиці. 
Прилучалися вулиці Іжевська, Мисливська, Осокорська та Синятинська.

## Історія
Вулиця виникла в першій половині XX століття (не пізніше кінця 1930-х років) під такою ж назвою. 
Ліквідована 1977 року в зв'язку з частковим знесенням забудови селища Осокорки та прокладанням нової магістралі — майбутнього проспекту Миколи Бажана.